# Conferències de Londres i París
Les Conferències de Londres i París van ser dues conferències relacionades efectuades a Londres i París al setembre-octubre de 1954 per determinar l'estat de l'Alemanya Occidental. Les negociacions van concloure amb la signatura d'Acords de París o Pactes de París, que va concedir plena sobirania a Alemanya Occidental, va donar fi a l'ocupació, i va permetre el seu ingrés a l'OTAN. D'altra banda, tant Alemanya Occidental com Itàlia es van unir al Tractat de Brussel·les, el 23 d'octubre de 1954. Els acords van entrar en vigor el 5 de maig de 1955. Les potències participants van incloure a França, Gran Bretanya, Bèlgica, els Països Baixos, Luxemburg, Alemanya Occidental, Itàlia, Canadà, els Estats Units, i la resta de membres de l'OTAN.